# Ana-Maria Crnogorčević
Ana-Maria Crnogorčević (Steffisburg, Suiza; 3 de octubre de 1990) es una futbolista suiza de origen croata. Polivalente en su juego, actúa tanto de lateral como de extremo o delantero y desde el 2024, milita en el Seattle Reign FC de la National Women's Soccer League. Es internacional con la selección de Suiza desde 2009 y ha participado en dos Eurocopas y dos Copas del Mundo.
Histórica de su selección, es su máxima goleadora desde junio de 2016 y la jugadora con más partidos internacionales desde junio de 2022 tras superar a Lara Dickenmann.
A nivel de clubes ha ganado una Liga de Campeones con el FFC Frankfurt y su período más exitoso fue en las filas del Fútbol Club Barcelona, de 2019 a 2023, donde conquistó dos Ligas de Campeones, cuatro títulos de Primera División, tres Copas de la Reina y tres Supercopas Femeninas.

## Biografía
Nacida en la ciudad suiza de Steffisburg el 3 de octubre de 1990, Crnogorčević es hija de padres croatas, hecho por el cual tiene la doble nacionalidad suiza y croata. En numerosas ocasiones ha expresado que no fue un problema para ella escoger jugar con la selección suiza ya que fue el país donde nació y creció, a pesar de que también luce con orgullo sus raíces croatas.

## Trayectoria

### Inicios  en Suiza

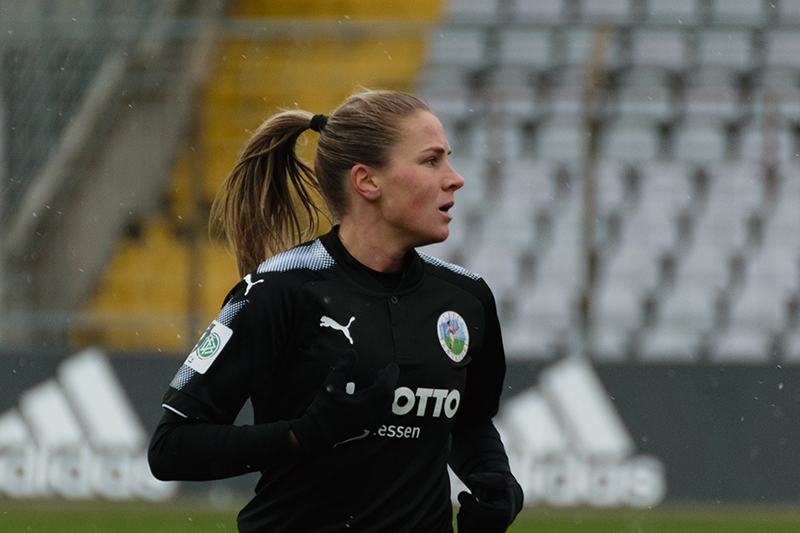
Ana-Maria durante un entrenamiento en 2017.

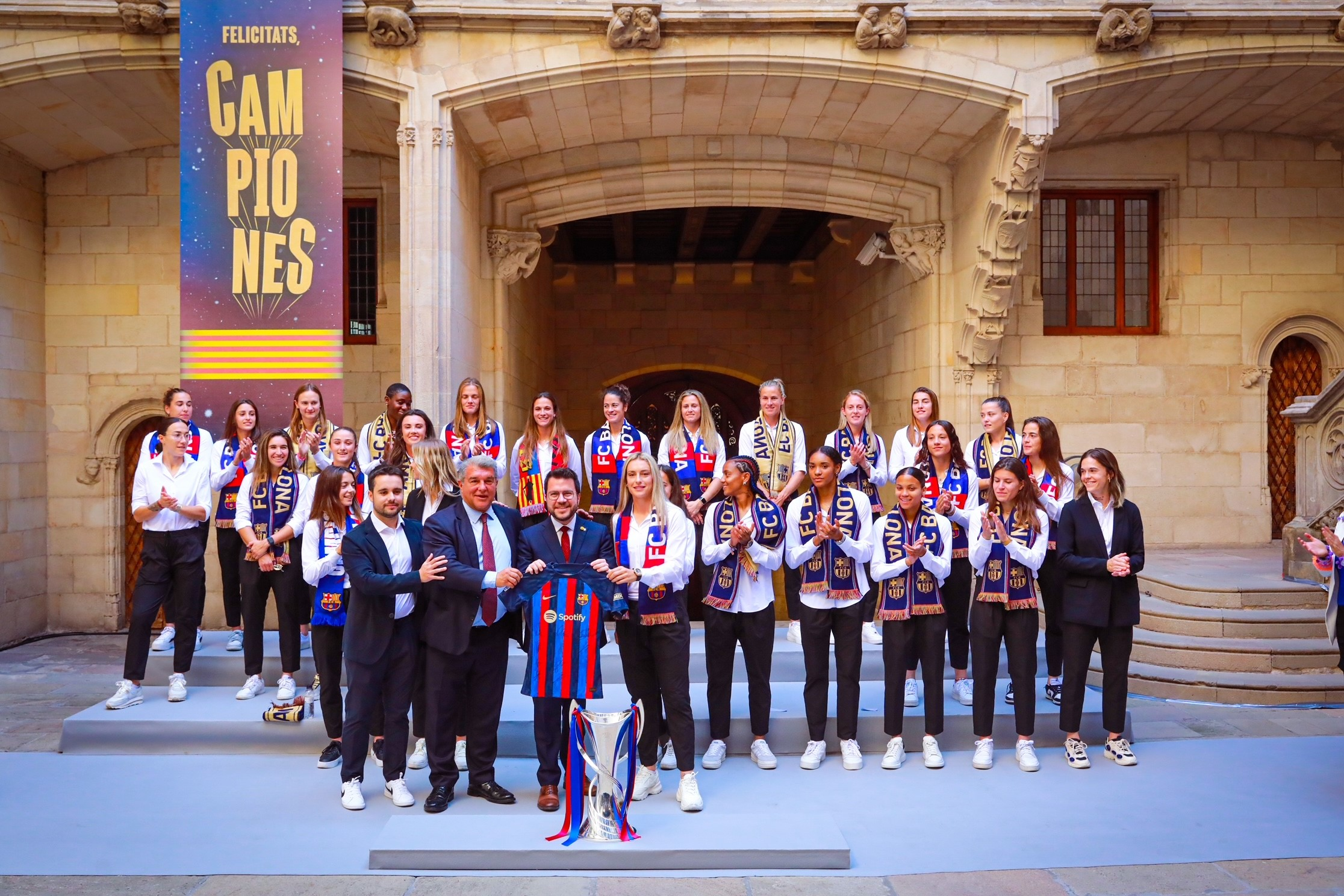
El F.C. Barcelona en un homenaje por ganar la Liga de Campeones en 2023

Crnogorčević se inició en el fútbol apoyada por su madre y contra la opinión de su padre y empezó a jugar en el FC Steffisburg, equipo de su localidad natal, cuando tan solo tenía 11 años. Allí jugó hasta el 2005, cuando fichó por el recién ascendido a la Superliga FC Rot-Schwarz Thun y empezó su carrera profesional. Su primer gol llegó en octubre de 2005, justo antes de cumplir los 15 años. Ese primer año en la Primera División marcó 6 goles y el equipo salvó la categoría al quedar penúltimo.
En su segunda temporada incrementó su capacidad goleadora marcando 11 goles y volvieron a quedar penúltimas y mantener la categoría. En la temporada 2007-08 marcó 14 goles y el equipo quedó sexto con un holgado margen sobre el descenso. En 2009 ganó la Copa Suiza teniendo un papel destacado en la final jugada contra el FC Schlieren en la que marcó un hat-trick en la victoria por 8-0. También ese año se proclamó como máxima goleadora de la Superliga de Suiza al marcar 24 de los 45 goles que anotó su equipo en la liga.

### Consolidación en Alemania y Liga de Campeones
En el verano de 2009, abandonó su país natal para fichar por el Hamburgo SV de la Bundesliga alemana, tras haber destacado en el Campeonato Europeo Sub-19. Crnogorčević marcó el primer gol de la temporada para el Hamburgo e inició la remontada ante el SG Essen-Schönebeck para acabar ganando por 3-2. Su primera temporada en el fútbol alemán la terminó habiendo marcado 8 goles en 19 partidos y el equipo quedó a mitad de la tabla. En su segunda temporada marcó 6 goles y el equipo quedó en cuarta posición.
En 2011 continuó su aventura en la Bundesliga alemana fichando por el FFC Frankfurt. Con su nuevo club debutó en la Liga de Campeones el 28 de septiembre de 2011 y marcó 3 goles en la competición, entre ellos un importante gol en la ida de la semifinal contra el Arsenal que ayudó a su equipo clasificarse para la final, en la que cayeron ante el Olympique de Lyon. En la Bundesliga fueron terceras por lo que no se clasificaron para la siguiente edición de la Liga de Campeones, y alcanzaron la final de la Copa de Alemania, en la que fueron derrotadas por el Bayern de Múnich.
A pesar de que eran favoritas al título, su segunda temporada fue más discreta y sólo marcó dos goles, y el Frankfurt repitió el tercer puesto en la Bundesliga con dos cambios de entrenador por el camino. En la Copa cayeron en la Segunda Ronda ante el Bayern de Múnich. En la temporada 2013-14 marcó 4 goles en la Bundesliga. En una semana frenética se proclamaron campeonas de Copa ganando al SGS Essen por 3-0 en la final y perdieron la Bundesliga al ser derrotadas al perder 2-1 ante el Bayern de Múnich.
La temporada 2014-15 fue la más exitosa de su etapa en Alemania pues ganó en la edición 2014-15 tras la victoria de su equipo en la final frente al Paris Saint-Germain. No marcó ningún gol en el campeonato, pero repartió tres asistencias y fue titular en la final. En la Bundesliga fueron terceras y marcó un gol y en la Copa alcanzaron los cuartos de final. 
El siguiente año alcanzaron la semifinal de la Liga de Campeones, en la que cayeron frente al Wolfsburgo, que además quedaron por delante en la Bundesliga y dejaron al FFC Frankfurt terceras y fuera de la siguiente edición de la competición europea. En la Copa no hicieron un gran papel y fueron eliminadas en octavos de final. La temporada 2016-17 fue peor y cayeron hasta la quinta posición liguera y fueron cuartofinalistas en Copa. La temporada 2017-18 inició con mejores resultados pero empeoraron en la segunda mitad del campeonato.

### Experiencia en Estados Unidos
En marzo de 2018 terminó su andadura alemana con 41 goles entre sus etapas en Hamburgo y Frankfurt, y fichó por el Portland Thorns, equipo de la NWSL de Estados Unidos. Su entrenador Mark Parsons la definió como «una delantera versátil con mentalidad ganadora». Debutó el 15 de abril de 2018 como suplente en la victoria por 2-0 sobre Orlando. Su primer gol llegó el 9 de mayo en el empate a un gol ante Houston. Fueron segundas en la liga regular y llegaron a la final del campeonato donde perdieron por 3-0 ante North Carolina. Crnogorčević marcó 5 goles y dio 3 asistencias en 22 de partidos, siendo titular en 18 de ellos. Tras su primer año Crnogorčević destacó que el juego estadounidense era más físico y menos táctico y técnico y que le había gustado jugar delante de muchos espectadores.
Inició 2019 jugando de manera habitual pero tras el Mundial de Francia su presencia en el equipo pasó a ser anecdótica. Fueron terceras en la liga regular y alcanzaron las semifinales den los play-off. Jugó 12 encuentros y marcó un gol y dio una asistencia. Finalmente, en noviembre de 2019 se anunció que el club le había dado la carta de libertad.

### F. C. Barcelona
El 9 de diciembre de 2019, se hizo oficial su fichaje por el Fútbol Club Barcelona de la Primera División de España para reforzar al equipo en el mercado de invierno, con quienes firmó un contrato por lo que quedaba de temporada más una temporada más adicional. En su primera temporada como azulgrana, la jugadora suiza se proclamó campeona de la Liga Iberdrola 2019-20, campeona de la Supercopa de España y de la Copa de la Reina; además de llegar hasta semifinales de la Liga de Campeones de UEFA. Tras su buena temporada en el club, desde las redes sociales del equipo azulgrana se anunció su renovación de contrato extendiéndolo por una temporada más, hasta junio de 2021.
En su segunda temporada en el club, la helvética comenzó con una lesión en el cuádriceps que la apartó del equipo por unas semanas. Una vez recuperada, comenzó a tener una mayor regularidad en el once inicial, llegando a convertir su primer gol como barcelonista el 19 de marzo de 2021 en la victoria por 4-0 sobre el Rayo Vallecano. Al final de la campaña, la primera que disputó de forma integra, participó en 27 partidos de Liga, 2 de Copa de la Reina y 5 de Liga de Campeones y anotando cuatro goles; siendo una variante para el cuerpo técnico. A pesar de que la mayoría de sus apariciones fueron en el lateral derecho, también se la vio como extremo derecho, delantera e incluso lateral izquierdo durante la campaña bajo la dirección de Lluís Cortés. El año terminó con Crnogorčević proclamándose campeona de un triplete histórico junto a sus compañeras, pues era la primera vez en la historia que un equipo de fútbol español femenino ganaba la Liga, la Copa de la Reina y la Liga de Campeones. En junio de 2021, el club anunció la renovación de su contrato hasta junio de 2022.
En la temporada 2021-22 tuvo una lesión en el sóleo dereccho a mitad de temporada que la apartó algunos encuentros del terreno de juego, pero se recuperó y lograron ganar la liga por tercer año consecutivo, esta vez ganando todos los partidos del campeonato. El 30 de marzo de 2022 se clasificaton a semifinales de la Champions League, tras ganarle 5-2 al Real Madrid en el partido femenino con más espectadores en toda la historia del fútbol: 91.553 aficionados en el Camp Nou, superando el registro de 90.915 personas que vieron en directo la final del Mundial de 1999 entre Estados Unidos y China en el estadio Rose Bowl de Los Ángeles. También ganaron la Copa de la Reina y la Supercopa de España. Sin embargo, aunque el equipo llegó a la final de la Champions League, sólo consiguió el subcampeonato tras perder frente al Olympique de Lyon.
En la temporada 2022/23 tuvo un gran inicio de curso, y al terminar la temporada ganó la segunda Liga de Campeones del club al ganar la Liga de Campeones ante el Wolfsburg (3-2) en Eindhoven. También ganaron la Liga y la Supercopa de España. Tras disputar el Mundial el club blaugrana le comunicó de manera inesperada que no contaba con ella para el siguiente año y tuvo que buscar equipo de manera apresurada.

### Club Atlético de Madrid
El 6 de septiembre de 2023 fue traspasada al Club Atlético de Madrid. No logró hacerse un hueco en el equipo y con el paso de los meses perdió protagonismo. En el mes de enero cayeron eliminadas en la semifinal de la Supercopa y en el mes de febrero tuvieron varios duelos directos en liga en los que no se obtuvieron buenos resultados y se distanciaron de los puestos de cabeza. Tras la eliminación de Copa en semifinales y un mal resultado liguero Manolo Cano fue destituido y lo sustituyó el entrenador del segundo filial Arturo Ruiz. Encadenaron varias victorias consecutivas y finalmente lograron el objetivo de clasificarse para la Liga de Campeones tras ser terceras en liga. Al final de la temporada, el club colchonero comunicó a la jugadora que no contaba con sus servicios para la temporada siguiente.

## Selección nacional

### Categorías inferiores
Crnogorčević destacó desde una temprana edad en el fútbol formativo y los ojeadores de la Asociación Suiza de Fútbol la contactaron para ingresar a la selección nacional y formar parte de sus equipos juveniles. Debutó con el equipo Sub-17 el 7 de junio de 2005 en un amistoso ante Alemania. Diputó 8 encuentros en esta categoría.
Pasó a jugar con la selección sub-19, con quienes debutó el 13 de septiembre de 2006 con tan solo 16 años en un amistoso ante Eslovenia con victoria por 2-0. Un par de semanas después disputó su primer partido válido para la primera fase del Campeonato Europeo de la UEFA Sub-19 de 2007 frente a Turquía, en el que marcó un gol y ganaron por 5-0.
En los siguientes 4 años jugó de manera regular con la selección sub-19, destacando como goleadora. Logró finalmente clasificarse junto a la escuadra helvética para la edición 2009 del Campeonato Europeo Sub-19 siendo incluidas en el Grupo A. En su debut en el torneo, se enfrentaron a las anfitrionas - Bielorrusia - a quienes derrotaron por 4-1 con Crnogorčević anotando uno de los goles. En la siguiente fecha lograron vencer a Alemania en donde Crnogorčević abrió el marcador anotando a los 3 minutos de iniciado el encuentro y fue una de las figuras del partido. Se clasificaron a la siguiente fase como segundas del grupo tras perder el tercer partido ante Francia con Crnogorčević como titular. En semifinales les tocó enfrentarse a Inglaterra, quienes al final se alzaron con el título, y cayeron por 3-0. De esta forma quedaron eliminadas del torneo pero fue el mejor rendimiento de Suiza en el torneo Sub-19.
Posteriormente, fue incluida por el entrenador Yannick Schwery en la nómina de Suiza para disputar la Copa Mundial Sub-20 de 2010 a disputar en Alemania. En la fase de grupos, debieron enfrentarse a Corea del Sur, Estados Unidos y Ghana por el Grupo D. Los tres encuentros acabaron en derrota para las suizas quedando eliminadas en la primera fase y Crnogorčević fue titular en todos ellos.

### Absoluta

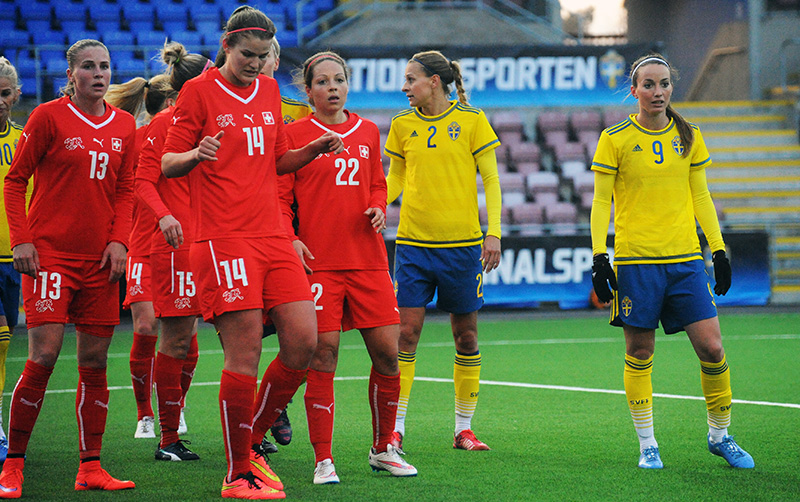
Crnogorčević (izquierda) disputando un córner con la selección nacional en 2015.

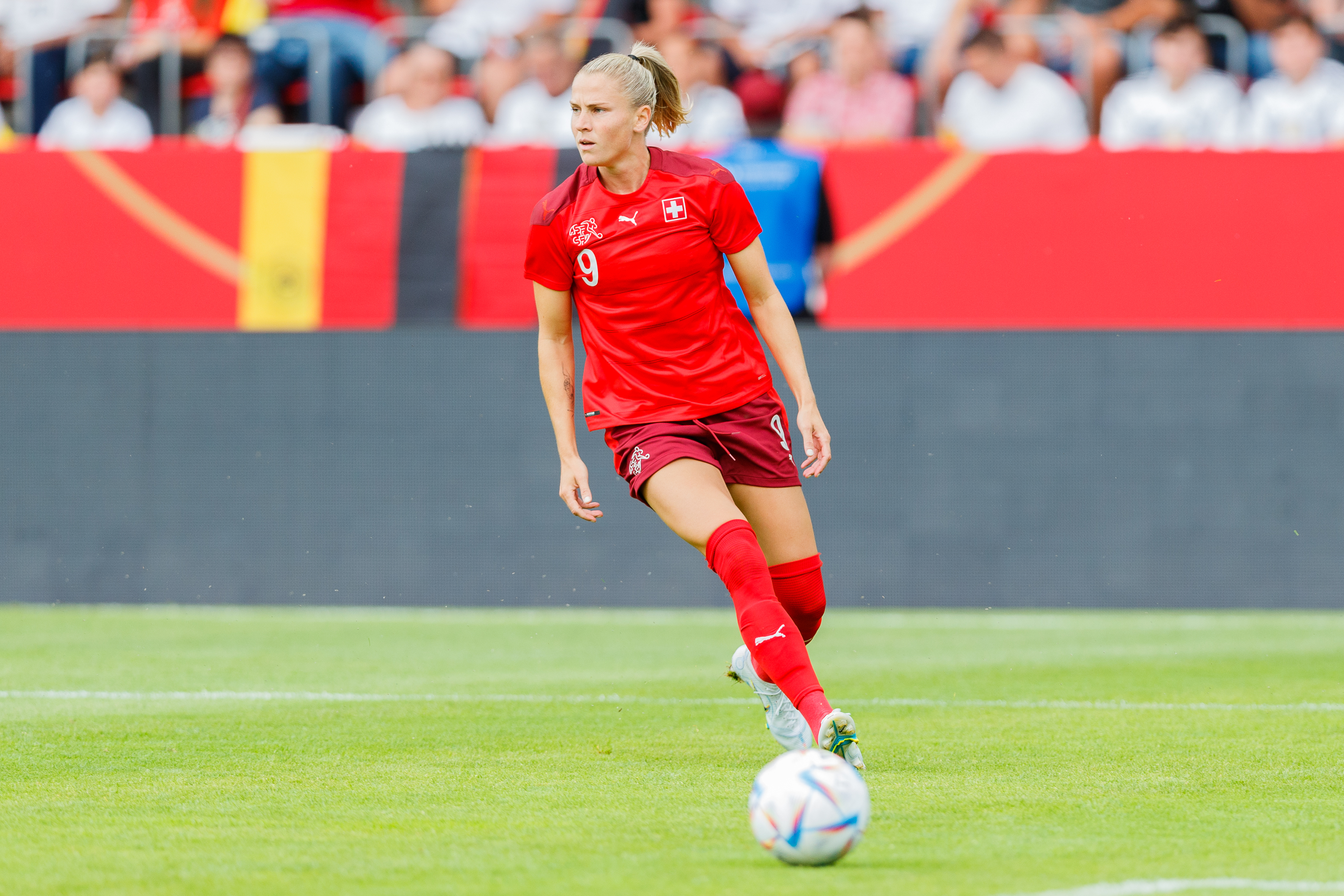
Crnogorčević con la selección nacional en 2022.

#### Inicios
Representantes de Croacia se acercaron a Crnogorčević para que jugase con su selección. A pesar de haberse criado en la cultura croata ella rechazó la propuesta al preferir jugar por Suiza.
El 12 de agosto de 2009, debutó de forma oficial con la selección de Suiza en un partido amistoso disputado frente a Suecia actuando por la banda derecha y ganaron por 3-0. Marcó su primer gol el 27 de marzo de 2010 en la Clasificación para la Copa Mundial Femenina de Fútbol de 2011 en la victoria por 6-0 ante Israel. Posteriormente marcó cinco goles en la victoria por 8-0 Kazajistán. Quedaron campeonas de grupo, lo que les dio derecho a participar en el play-off final para disputar el Mundial. En la primera ronda fueron derrotadas por Inglatarra, y quedó encuadrada junto a las otras 3 selecciones derrotadas en una eliminatoria para elegir al representante de la UEFA que disputaría una plaza con el representante de la CONCACAF. En la semifinal marcó el gol que abrió el marcador en la victoria por 1-3 ante Dinamarca, y en el partido de vuelta se clasificaron para la final en un partido sin goles. Ante Italia cayeron por 1-0 en la ida y por 2-4 en la vuelta, quedando eliminadas del camino al Mundial.
En la fase de clasificación para la Eurocopa de 2013 marcó cinco goles, pero Suiza quedó en cuarta posición, por lo que no se clasificó para jugar la Fase Final.

#### Mundial de 2015
En la primera fecha de clasificación para el Mundial el 21 de septiembre de 2013 Crnogorčević fue la estrella del equipo suizo al marcar 4 goles frente a Serbia en la goleada de locales por 9-0. Casi un año después, el 14 de septiembre de 2014, Crnogorčević anotó un triplete en la visita de las suizas a Malta en la fecha final de la competición. En total Crnogorčević marcó 9 goles en los 10 partidos disputados, solo una anotación por detrás de la máxima goleadora de la fase de clasificación y su compatriota Lara Dickenmann. El buen rendimiento de las suizas, les hizo quedarse con la primera posición en el grupo 3 de la UEFA del Grupo 3 de forma invicta, realizando una clasificación histórica al torneo a disputar en Canadá.
Participó en el Mundial de Canadá de 2015 con la selección suiza, comenzando en el Grupo C de la competición mundialista. Con 2 derrotas y una victoria, las suizas acabaron terceras del grupo y en la derrota por 2-1 en la última jornada Crnogorčević anotó el gol de descuento suizo. A pesar de esto, fueron seleccionadas para la siguiente fase entre el grupo de mejores terceros lugares, donde en octavos de final debieron enfrentar a las anfitrionas, Canadá. El equipo suizo fue eliminado en esta fase por 1-0. 
Posteriormente, participaron del torneo de clasificación para los Juegos Olímpicos de 2016 al estar entre los mejores terceros. Sin embargo, solo conseguieron una victoria en el cuadrangular, quedando en el último lugar.

#### Eurocopa de 2017 y Mundial de 2019
En las clasificatorias para la Eurocopa 2017 en los Países Bajos, Crnogorčević destacó siendo la máxima anotadora de su grupo con siete goles. El 4 de junio de 2016, consiguió superar a Lara Dickenmann como la máxima goleadora de la Selección de Suiza, al marcar un doblete en el partido de contra República Checa.
Ya en la Fase Final, las suizas consiguieron una victoria y una derrota, con lo cual tenían que definir todo en la última fecha de la fase de grupos si querían continuar. En el encuentro contra Francia Crnogorčević marcó un gol de tiro libre que no fue suficiente pues empataron 1-1, con lo cual fueron eliminadas.
En la posterior clasificación para el Mundial de 2019, anotó dos goles en once partidos. La selección helvética finalmente no se clasificó tras fallar en la última ronda de play-off ante las entonces campeonas europeas de Países Bajos. 

#### Eurocopa de 2022 y Mundial de 2023
El 13 de abril de 2021, convirtió el último tiro en la definición de penaltis en el partido de vuelta de la eliminatoria de clasificación para el Campeonato de Europa 2022 contra la República Checa, en donde las suizas se clasificaron para la disputa del torneo. En el partido de ida, Crnogorčević marcó el gol de la igualdad 1-1 con un penalti en el minuto 90. En total, marcó seis goles en la fase de clasificación, convirtiéndose nuevamente en la máxima goleadora de su equipo. 
El 30 de junio de 2022 igualó a Lara Dickenmann como jugadora con más partidos internacionales con Suiza en la derrota por 4-0 ante Inglaterra. En la fase final fueron terceras en la fase de grupos, quedando eliminadas.
En la Fase de Clasificación para el Mundial de 2023 volvió a tener un rol protagonista marcando 6 goles. Fueron segundas y se clasificaron para jugar el Mundial al derrotar a Gales en el descuento de la prórroga. En el Mundial pasaron la fase de grupos tras ganar en el partido inaugural por 2-0 a Filipinas y lograr dos empates sin goles ante Noruega y Nueva Zelanda. Cayeron en octavos de final por 5-1 ante España. Crnogorčević fue titular en todos los encuentros.

## Estadísticas

### Clubes
Actualizado al último partido jugado el 30 de marzo de 2024.
| Club | Div.                | Temporada           | Liga  | Liga  | Liga   | Copas nacionales(1) | Copas nacionales(1) | Copas nacionales(1) | Copas internacionales(2) | Copas internacionales(2) | Copas internacionales(2) | Total | Total | Total  | Media goleadora(3) |
| Club | Div.                | Temporada           | Part. | Goles | Asist. | Part.               | Goles               | Asist.              | Part.                    | Goles                    | Asist.                   | Part. | Goles | Asist. | Media goleadora(3) |
| --- | ------------------- | ------------------- | ----- | ----- | ------ | ------------------- | ------------------- | ------------------- | ------------------------ | ------------------------ | ------------------------ | ----- | ----- | ------ | ------------------ |
| FC Rot-Schwarz Thun · Suiza | 1.ª                 | 2005-06             | 5+    | 6     |        | 1+                  | 1                   |                     | -                        | -                        | -                        | 6+    | 7     |        | ?                  |
| FC Rot-Schwarz Thun · Suiza | 1.ª                 | 2006-07             | 9+    | 11    |        | 1+                  | 1                   |                     |                          |                          |                          | 10+   | 12    |        | ?                  |
| FC Rot-Schwarz Thun · Suiza | 1.ª                 | 2007-08             | 9+    | 14    |        | 3                   | 5                   |                     |                          |                          |                          | 12+   | 19    |        | ?                  |
| FC Rot-Schwarz Thun · Suiza | 1.ª                 | 2008-09             | 16    | 24    |        | 4                   | 10                  |                     |                          |                          |                          | 20    | 34    |        | 1.70               |
| FC Rot-Schwarz Thun · Suiza | Total               | Total               | 39+   | 55    |        | 9+                  | 17                  |                     |                          |                          |                          | 48+   | 72    |        | ?                  |
| Hamburger SV · Alemania | 1.ª                 | 2009-10             | 19    | 8     |        | 1                   | 0                   |                     | -                        | -                        | -                        | 20    | 8     |        | 0.40               |
| Hamburger SV · Alemania | 1.ª                 | 2010-11             | 20    | 6     |        | 2                   | 2                   |                     | -                        | -                        | -                        | 22    | 8     |        | 0.36               |
| Hamburger SV · Alemania | 1.ª                 | 2011-12             | -     | -     |        | 4                   | 1                   |                     | -                        | -                        | *                        | 4     | 1     |        | 0.25               |
| Hamburger SV · Alemania | Total               | Total               | 39    | 14    |        | 7                   | 3                   |                     | -                        | -                        |                          | 46    | 17    |        | 0.37               |
| 1. FFC Frankfurt · Alemania | 1.ª                 | 2011-12             | 15    | 8     |        | 3                   | 2                   |                     | 8                        | 3                        | 1                        | 26    | 13    | 1+     | 0.50               |
| 1. FFC Frankfurt · Alemania | 1.ª                 | 2012-13             | 13    | 2     |        | -                   | -                   | -                   | -                        | -                        | -                        | 13    | 2     |        | 0.15               |
| 1. FFC Frankfurt · Alemania | 1.ª                 | 2013-14             | 22    | 4     |        | 5                   | 1                   |                     | -                        | -                        | -                        | 27    | 5     |        | 0.19               |
| 1. FFC Frankfurt · Alemania | 1.ª                 | 2014-15             | 20    | 1     |        | 3                   | 0                   |                     | 9                        | 0                        | 3                        | 32    | 1     | 3+     | 0.03               |
| 1. FFC Frankfurt · Alemania | 1.ª                 | 2015-16             | 18    | 0     |        | 2                   | 0                   |                     | 7                        | 1                        | 0                        | 27    | 1     |        | 0.04               |
| 1. FFC Frankfurt · Alemania | 1.ª                 | 2016-17             | 12    | 4     |        | 1                   | 0                   |                     | -                        | -                        | -                        | 13    | 4     |        | 0.31               |
| 1. FFC Frankfurt · Alemania | 1.ª                 | 2017-18             | 14    | 2     |        | 3                   | 0                   |                     | -                        | -                        | -                        | 17    | 2     |        | 0.12               |
| 1. FFC Frankfurt · Alemania | Total               | Total               | 114   | 21    |        | 17                  | 3                   |                     | 24                       | 4                        | 4                        | 155   | 28    | 4+     | 0.18               |
| Portland Thorns F. C. Estados Unidos | 1.ª                 | 2018                | 22    | 5     | 3      | -                   | -                   | -                   | -                        | -                        | -                        | 22    | 5     | 3      | 0.23               |
| Portland Thorns F. C. Estados Unidos | 1.ª                 | 2019                | 12    | 1     | 1      | -                   | -                   | -                   | -                        | -                        | -                        | 12    | 1     | 1      | 0.08               |
| Portland Thorns F. C. Estados Unidos | Total               | Total               | 34    | 6     | 4      | -                   | -                   |                     | -                        | -                        |                          | 34    | 6     | 4      | 0.18               |
| F. C. Barcelona · España | 1.ª                 | 2019-20             | 6     | 0     | 1      | 5                   | 0                   | 0                   | -                        | -                        | -                        | 11    | 0     | 1      | -                  |
| F. C. Barcelona · España | 1.ª                 | 2020-21             | 27    | 4     | 4      | 3                   | 0                   | 0                   | 5                        | 0                        | 0                        | 35    | 4     | 4      | 0.11               |
| F. C. Barcelona · España | 1.ª                 | 2021-22             | 20    | 5     | 3      | 2                   | 1                   | 0                   | 9                        | 1                        | 1                        | 31    | 7     | 4      | 0.23               |
| F. C. Barcelona · España | 1.ª                 | 2022-23             | 29    | 8     | 6      | 2                   | 0                   | 0                   | 9                        | 2                        | 1                        | 40    | 10    | 7      | 0.25               |
| F. C. Barcelona · España | Total               | Total               | 82    | 17    | 14     | 12                  | 1                   | 0                   | 23                       | 3                        | 2                        | 117   | 21    | 16     | 0.18               |
| Atlético de Madrid · España |                     |                     |       |       |        |                     |                     |                     |                          |                          |                          |       |       |        |                    |
| 1.ª | 2023-24             | 14                  | 1     | 2     | 4      | 0                   | 0                   | -                   | -                        | -                        | 18                       | 1     | 2     | 0.06   |                    |
| Total | Total               | 14                  | 1     | 2     | 4      | 0                   | 0                   | -                   | -                        |                          | 18                       | 1     | 2     | 0.06   |                    |
| Total en su carrera | Total en su carrera | Total en su carrera | 322+  | 114   | 20+    | 49+                 | 24                  |                     | 47                       | 7                        | 6                        | 418+  | 144   | 26+    | ?                  |
| (1) Incluye datos de Copa de Alemania, Copa de la Reina y la Supercopa. (2) Incluye datos de Liga de Campeones Femenina de la UEFA. (3) No incluye goles en partidos amistosos. |                     |                     |       |       |        |                     |                     |                     |                          |                          |                          |       |       |        |                    |

### Selección
Actualizado al último partido jugado el 27 de febrero de 2024.
| Sub-17 | 2005  |    |    |   |    |    |   | 4  | 0  |   | 4   | 0  |     | -    |  |  |  |  |  |  |  |  |  |  |  |  |  |  |  |  |
| Sub-17 | 2006  |    |    |   |    |    |   | 4  | 0  |   | 4   | 0  |     | -    |  |  |  |  |  |  |  |  |  |  |  |  |  |  |  |  |
| Sub-17 | Total |    |    |   |    |    |   | 8  | 0  |   | 8   | 0  |     | -    |  |  |  |  |  |  |  |  |  |  |  |  |  |  |  |  |
| Sub-19 | 2006  | 3  | 3  |   |    |    |   | 1  | 0  |   | 4   | 3  |     | 0.75 |  |  |  |  |  |  |  |  |  |  |  |  |  |  |  |  |
| Sub-19 | 2007  | 6  | 4  |   |    |    |   | 2  | 1  |   | 8   | 5  |     | 0.62 |  |  |  |  |  |  |  |  |  |  |  |  |  |  |  |  |
| Sub-19 | 2008  | 5  | 6  |   |    |    |   | 5  | 2  |   | 10  | 8  |     | 0.80 |  |  |  |  |  |  |  |  |  |  |  |  |  |  |  |  |
| Sub-19 | 2009  | 7  | 7  |   |    |    |   | 2  | 2  |   | 9   | 9  |     | 1.00 |  |  |  |  |  |  |  |  |  |  |  |  |  |  |  |  |
| Sub-19 | Total | 21 | 20 |   |    |    |   | 10 | 5  |   | 31  | 25 |     | 0.81 |  |  |  |  |  |  |  |  |  |  |  |  |  |  |  |  |
| Sub-20 | 2010  |    |    |   | 3  | 0  | 0 | 1  |    |   | 4   | 0  |     | -    |  |  |  |  |  |  |  |  |  |  |  |  |  |  |  |  |
| Sub-20 | Total |    |    |   | 3  | 0  | 0 | 1  |    |   | 4   | 0  |     | -    |  |  |  |  |  |  |  |  |  |  |  |  |  |  |  |  |
| Abs | 2009  |    |    |   | 3  | 0  |   | 2  | 0  |   | 5   | 0  |     | -    |  |  |  |  |  |  |  |  |  |  |  |  |  |  |  |  |
| Abs | 2010  |    |    |   | 10 | 8  |   | 6  | 0  |   | 16  | 8  |     | 0.50 |  |  |  |  |  |  |  |  |  |  |  |  |  |  |  |  |
| Abs | 2011  | 3  | 2  |   |    |    |   | 4  | 1  |   | 7   | 3  |     | 0.42 |  |  |  |  |  |  |  |  |  |  |  |  |  |  |  |  |
| Abs | 2012  | 6  | 3  |   |    |    |   | 6  | 3  |   | 12  | 6  |     | 0.50 |  |  |  |  |  |  |  |  |  |  |  |  |  |  |  |  |
| Abs | 2013  |    |    |   | 3  | 4  |   | 5  | 3  |   | 8   | 7  |     | 0.88 |  |  |  |  |  |  |  |  |  |  |  |  |  |  |  |  |
| Abs | 2014  |    |    |   | 6  | 5  |   | 7  | 5  |   | 13  | 10 |     | 0.77 |  |  |  |  |  |  |  |  |  |  |  |  |  |  |  |  |
| Abs | 2015  | 4  | 4  |   | 3  | 1  | 1 | 10 | 3  |   | 17  | 8  | 1+  | 0.47 |  |  |  |  |  |  |  |  |  |  |  |  |  |  |  |  |
| Abs | 2016  | 6  | 3  |   |    |    |   |    |    |   | 6   | 3  |     | 0.50 |  |  |  |  |  |  |  |  |  |  |  |  |  |  |  |  |
| Abs | 2017  | 3  | 1  |   | 4  | 1  |   | 6  | 2  |   | 14  | 4  |     | 0.28 |  |  |  |  |  |  |  |  |  |  |  |  |  |  |  |  |
| Abs | 2018  |    |    |   | 7  | 1  |   | 4  | 1  |   | 11  | 2  |     | 0.18 |  |  |  |  |  |  |  |  |  |  |  |  |  |  |  |  |
| Abs | 2019  | 4  | 4  | 2 |    |    |   | 5  | 2  |   | 9   | 6  | 2+  | 0.67 |  |  |  |  |  |  |  |  |  |  |  |  |  |  |  |  |
| Abs | 2020  | 4  | 1  | 0 |    |    |   | 2  | 2  |   | 6   | 3  |     | 0.50 |  |  |  |  |  |  |  |  |  |  |  |  |  |  |  |  |
| Abs | 2021  | 2  | 1  | 0 | 6  | 6  | 5 |    |    |   | 8   | 7  | 5   | 0.88 |  |  |  |  |  |  |  |  |  |  |  |  |  |  |  |  |
| Abs | 2022  | 3  | 0  | 0 | 5  | 3  | 2 | 2  | 0  | 1 | 10  | 3  | 3   | 0.30 |  |  |  |  |  |  |  |  |  |  |  |  |  |  |  |  |
| Abs | 2023  | 4  | 1  | 0 | 4  | 0  | 0 | 6  | 1  | 0 | 14  | 2  | 0   | 0.14 |  |  |  |  |  |  |  |  |  |  |  |  |  |  |  |  |
| Abs | 2024  | 2  | 0  | 0 |    |    |   |    |    |   | 2   | 0  | 0   | -    |  |  |  |  |  |  |  |  |  |  |  |  |  |  |  |  |
| Abs | Total | 41 | 20 |   | 51 | 29 |   | 65 | 23 |   | 157 | 72 | 11+ | 0.47 |  |  |  |  |  |  |  |  |  |  |  |  |  |  |  |  |
| (4) Se incluyen Campeonatos Europeos y sus fases de Clasificación, Clasificación a los Juegos Olímpicos y la Nations League. (5) Sólo se incluyen partidos contra selecciones nacionales. |       |    |    |   |    |    |   |    |    |   |     |    |     |      |  |  |  |  |  |  |  |  |  |  |  |  |  |  |  |  |

#### Participaciones en Mundiales
| Competición         | Categoría          | Sede                      | Resultado        | Partidos | Goles |
| ------------------- | ------------------ | ------------------------- | ---------------- | -------- | ----- |
| Mundial Sub-20 2010 | Sub-20             | Alemania                  | Fase de grupos   | 3        | 0     |
| Mundial de 2015     | Selección absoluta | Canadá                    | Octavos de final | 4        | 1     |
| Mundial de 2023     | Selección absoluta | Australia / Nueva Zelanda | Octavos de final | 4        | 0     |
| Total               | –                  | –                         | –                | 11       | 1     |

#### Participaciones en Eurocopas
| Competición            | Categoría          | Sede         | Resultado      | Partidos | Goles |
| ---------------------- | ------------------ | ------------ | -------------- | -------- | ----- |
| Europeo Sub-19 2009    | Sub-19             | Bielorrusia  | Semifinalista  | 4        | 2     |
| Eurocopa Femenina 2017 | Selección absoluta | Países Bajos | Fase de grupos | 3        | 0     |
| Eurocopa Femenina 2022 | Selección absoluta | Inglaterra   | Fase de grupos | 3        | 0     |
| Total                  | –                  | –            | –              | 10       | 2     |

## Palmarés

### Campeonatos nacionales
| Título              | Club                | País     | Año  |
| ------------------- | ------------------- | -------- | ---- |
| Copa de Suiza       | FC Rot-Schwarz Thun | Suiza    | 2009 |
| Copa de Alemania    | 1. FFC Frankfurt    | Alemania | 2014 |
| Supercopa de España | F. C. Barcelona     | España   | 2020 |
| Copa de la Reina    | F. C. Barcelona     | España   | 2020 |
| Liga Española       | F. C. Barcelona     | España   | 2020 |
| Copa de la Reina    | F. C. Barcelona     | España   | 2021 |
| Liga Española       | F. C. Barcelona     | España   | 2021 |
| Supercopa de España | F. C. Barcelona     | España   | 2022 |
| Copa de la Reina    | F.C. Barcelona      | España   | 2022 |
| Liga Española       | F. C. Barcelona     | España   | 2022 |
| Supercopa de España | F.C. Barcelona      | España   | 2023 |
| Liga Española       | F. C. Barcelona     | España   | 2023 |

### Campeonatos internacionales
| Título            | Equipo           | Sede         | Año  |
| ----------------- | ---------------- | ------------ | ---- |
| Liga de Campeones | 1. FFC Frankfurt | Alemania     | 2015 |
| Liga de Campeones | F. C. Barcelona  | Suecia       | 2021 |
| Liga de Campeones | F. C. Barcelona  | Países Bajos | 2023 |

### Distinciones individuales
| Distinción                                          | Año  |
| --------------------------------------------------- | ---- |
| Máxima goleadora de la Superliga Femenina de Suiza  | 2009 |
| Jugadora con más goles internacionales con Suiza    | 2016 |
| Jugadora con más partidos internacionales con Suiza | 2022 |